# Palit
Palit Microsystems, Ltd (обычно называется Palit; название является акронимом, образованным от английского словосочетания Pioneer And Leader In Technology — «Пионер и лидер в технологии»).
Компания основана в Тайбэйе в 1988 году и занимается разработкой, производством и продажей графических адаптеров и твердотельных накопителей для персональных компьютеров.
Головной офис находится в Тайбэйе. В 2005 году логистический центр перенесён в Гонконг.
Продуктовая линейка Palit включает в себя видеоадаптеры на базе графических процессоров NVIDIA. Ранее, также, занималась производством видеоадаптеров на базе AMD/ATI. В настоящее время модели AMD не производятся, поддержка на официальном сайте прекращена.
Продукция компании Palit широко представлена на российском и украинском рынках. По опросу ресурса iXBT, в 2006 году более чем в 6 % ПК установлены видеоадаптеры Palit, что вывело компанию на 5-е место в опросе. На долю Palit продукции компании приходится, по разным оценкам, от 20 до 25 процентов мирового рынка дискретных графических решений. На российском рынке, по последним данным, Palit занимает более 40 %, на Украине — около 30 %.
Компании Gainward и Galax с европейским брендом KFA2 принадлежит Palit Microsystems, некоторые модели видеокарт унифицированы, в том числе видеокарты на базе GTX 1050 и GTX 1050 Ti, которые в этом случае соответствуют видеокартам серии StormX на базе соответствующих графических процессоров от Palit Microsystems.

## Производство
Завод в КНР был основан в 1992 году. В настоящее время все заводы, занимающиеся массовым производством, полностью соответствуют как стандарту ISO 9001, так и стандартам крупнейших OEM-производителей. Все графические акселераторы и материнские платы проходят сертификацию WHQL для обеспечения полной совместимости с операционными системами Microsoft Windows.